# Contrecœur (architecture)
Pour les articles homonymes, voir Contrecœur.
En architecture, le contrecœur est le nom donné au mur de fond d'une cheminée ainsi qu'à la plaque de cheminée (appelée aussi « taque » ou « foyère » selon les régions), souvent en fonte, que l'on accole à celui-ci. La taque désigne aussi la paroi, le mur.
C'est un terme utilisé par extension comme synonyme d’allège.
Cela peut également désigner la hauteur de la tablette extérieure d'une fenêtre.

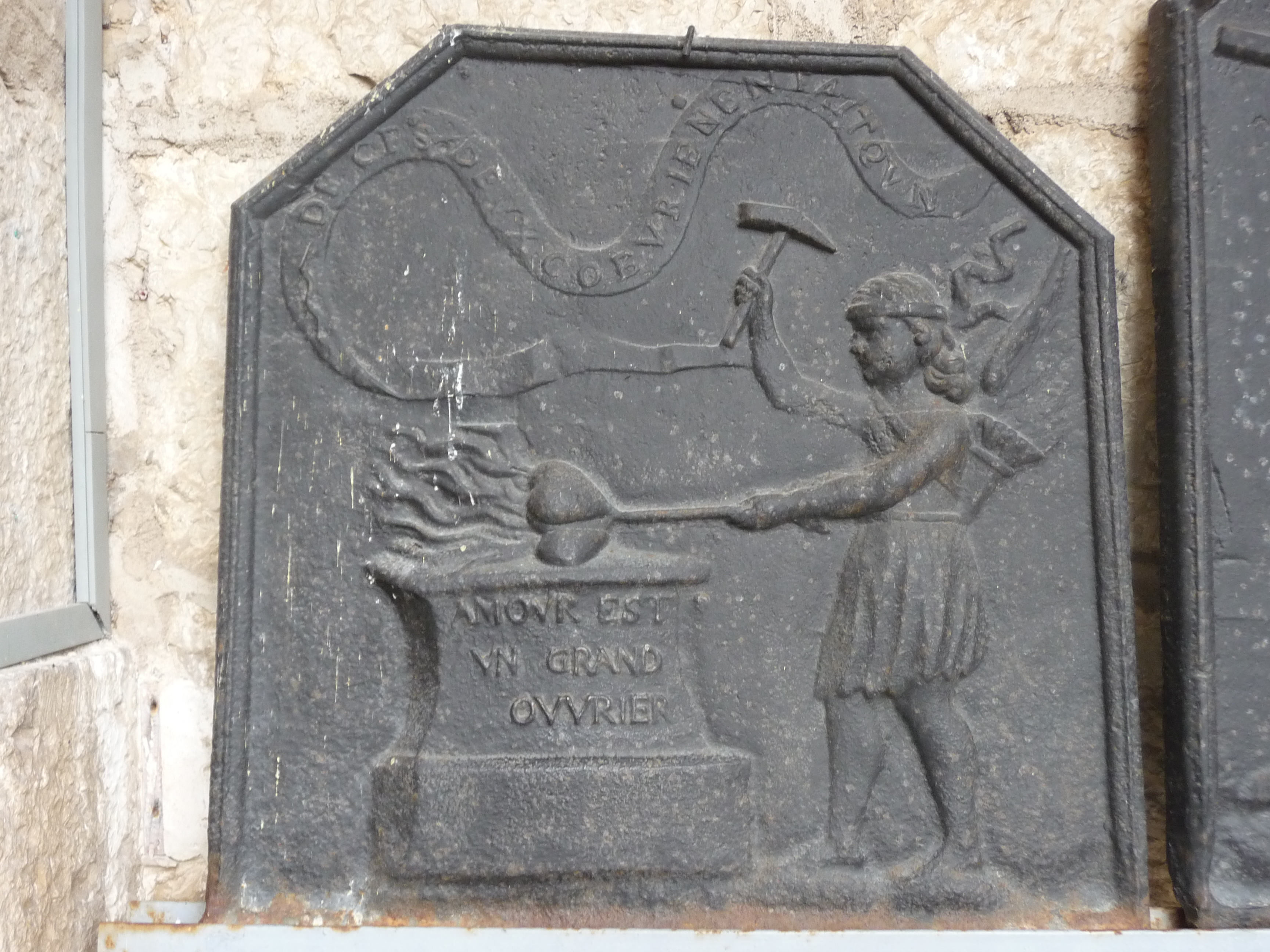
Contrecœur du XVIIe siècle présenté à la citadelle de Besançon, allégorie de l'amour unissant deux cœurs.